# Mieczysław Kucharzewski
Mieczysław Kucharzewski (ur. 21 czerwca 1920 w Wierbce, zm. 14 listopada 1993) – polski matematyk, profesor, specjalista w dziedzinie geometrii różniczkowej.

## Życiorys
W 1950 roku ukończył studia na Uniwersytecie Jagiellońskim, gdzie w 1959 roku otrzymał tytuł doktora, a w roku 1962 doktora habilitowanego. W 1972 otrzymał tytuł profesora nauk matematycznych. Specjalizował się w geometrii różniczkowej przy słabych założeniach regularności, teorii obiektów geometrycznych z geometrią Kleina, teorii równań funkcyjnych i topologii różniczkowej.
Z Politechniką Śląską związany był od roku 1974 do 1990. W latach 1976–1978 był dyrektorem Instytutu Matematyki na Wydziale Matematyczno-Fizycznym (obecny Wydział Matematyki Stosowanej). Pełnił rolę kierownika Zakładu Geometrii Różniczkowej.
Był członkiem Polskiego Towarzystwa Matematycznego w latach 1954–1993 i przez kilka kadencji pełnił rolę Prezesa Oddziału Górnośląskiego tej organizacji.

## Ordery i odznaczenia
- Krzyż Oficerski Orderu Odrodzenia Polski
- Krzyż Kawalerski Orderu Odrodzenia Polski (1975)[5]
- Medal Komisji Edukacji Narodowej
- odznaczenia uczelniane[1]